# Pelagiidae
Pelagiidae — родина сцифоїдних медуз ряду Semaeostomeae.

## Опис

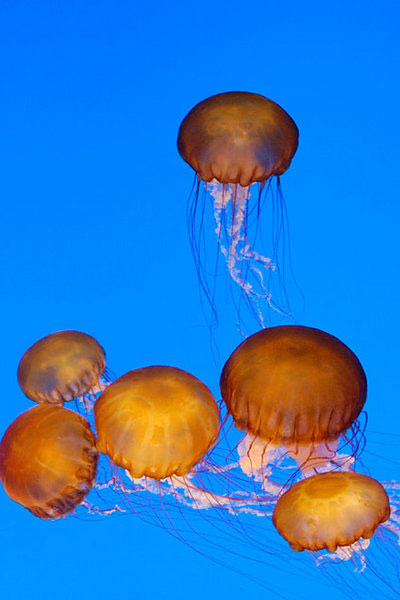
Морська кропива (Chrysaora fuscescens)

Характеристичними ознаками родини є наявність восьми або шістнадцяти крайових чутливих органів та восьми (або подекуди більше) щупалець. Купол в ширину досягає від 100 до 400 міліметрів, і від 40 до 100 міліметрів заввишки. Медузи роду Pelagia розвиваються безпосередньо з планули, оминаючи сидячі полипові стадії. Ця родина розповсюджена по всьому світі, але звичайніша в теплих водах, подібних до середземноморських — узбережжя Африки, Бразилії, де вони збираються у великі зграї в затоках та естуаріях річок, і т.ін. Ця родина є еволюційно та анатомічно близькою до родини Cyaneidae — за виключенням того, що щупальця у медуз родини Pelagiidae розташовані поодиноко, а в Cyaneidae зібрані в групи. Найвідомішим представником Pelagiidae є Морська кропива (Chrysaora quinquecirrha). Влітку ця медуза часто спостерігається на східному узбережжі США та Канади і в північній Атлантиці. Вона має форму блюдця часто з коричневим або червоним забарвленням, звичайно близько 180 міліметрів в діаметрі. Чотири ротові лопасті та крайові щупальця далеко видаються з-під купола, і несуть чисельні жалячі клітини. Опік, що можна дістати від цих медуз, оцінюється від «поміркованого» до «сильного».

## Систематика
- Chrysaora
  - Chrysaora achlyos Martin, Gershwin, Burnett, Cargo & Bloom 1997
  - Chrysaora africana (Vanhöffen 1902)
  - Chrysaora blossevillei Lesson 1830
  - Chrysaora colorata (Russell 1964)
  - Chrysaora caliparea (Reynaud 1830) [species inquirenda — Morandini & Marques (2010)]
  - Chrysaora depressa (Kishinouye 1902)
  - Chrysaora fulgida (Reynaud 1830)
  - Chrysaora fuscescens Brandt 1835
  - Chrysaora helvola Brandt 1838
  - Chrysaora hysoscella (Linné 1766)
  - Chrysaora kynthia Gershwin & Zeidler 2008 [nomen dubium — Morandini & Marques (2010)]
  - Chrysaora lactea Eschscholtz 1829
  - Chrysaora melanaster Brandt 1838
  - Chrysaora pacifica (Goette 1886)
  - Chrysaora plocamia (Lesson 1832)
  - Chrysaora quinquecirrha (Desor 1848)
  - Chrysaora southcotti Gershwin & Zeidler 2008
  - Chrysaora wurlerra Gershwin & Zeidler 2008 [nomen dubium — Morandini & Marques (2010)]
- Pelagia
  - Pelagia noctiluca (Forskål 1775)
- Sanderia
  - Sanderia malayensis Goette 1886
  - Sanderia pampinosus Gershwin & Zeidler 2008